# Мюнхгаузен (ам-Христенберг)
Мюнхга́узен (нем. Münchhausen) — община в Германии, в земле Гессен. Подчиняется административному округу Гиссен. Входит в состав района Марбург-Биденкопф. Население составляет 3477 человек (на 31 декабря 2010 года). Занимает площадь 41,54 км².
Община подразделяется на 5 сельских округов.